# طلحة أبي سعيد بن مدين التلمساني
طلحة أبي سعيد بن مدين التِّلِمْسَانِيّ، أحد علماء أهل السنة والجماعة ومن أعلام التصوف السني في القرن السابع الهجري، قدم مدينة كفر الشيخ في مصر من بلاد المغرب العربي (الجزائر حالياً ) عام 600 هـ وتوفي فيها عام 631 هـ، والتي سُميت بذلك نسبة إليه. يعود نسبه إلى الإمام الحسين بن علي بن أبي طالب. هو خال الشيخ أحمد البدوي صاحب المقام في طنطا. وحفيد المتصوف الشيخ شعيب أبو مدين، وخاله الشيخ أبو الحسن الشاذلي.

## نسبه
هو العارف بالله طلحة، بن مدين، بن شعيب أبو مدين الغوث التلمساني، بن محمد، بن عمر عبيد المغربي الفاسي التلمساني (جد العمريين الحسينيين)، بن علي المغربي الفاسي، بن الأمير عثمان، بن الحسين الأنور الفاسي المغربي، بن محمد ابونمي، بن أبي القاسم موسى الأشهب الجونى، بن يحيى الصوفي، بن عيسى، بن علي التقي النقى الأصغر المنتخب (جد التقويين)، بن محمد المهتدي، بن الحسن على المنتخب الخالص، بن جعفر الزكي (أخيه الامام الحسن العسكري وعم الإمام محمد المهدي)، بن الامام علي الهادي، بن الامام محمد الجواد، بن الامام علي الرضا، بن الامام موسى الكاظم، بن الامام جعفر الصادق، بن الامام محمد الباقر، بن الامام زين العابدين علي السجاد، بن الامام الحسين الشهيد، بن الامام علي بن أبي طالب والسيدة البتول فاطمة الزهراء بنت سيدنا النبي محمد صلى الله عليه وآله وصحبه أجمعين.

## مولده
ولد الشيخ طلحة في تلمسان بلاد الجزائر

## حياته
هو العارف بالله الشيخ طلحة الذي تنتسب اليه محافظة كفر الشيخ. وفد الشيخ طلحة الي كفر الشيخ عام 600 هـ قادمن من تلمسان بلاد الجزائر . وكان تقيا ورعا عرف الناس فضله فعملوا علي إنشاء مسجده الذي كان في البداية زاوية ومصلي صغيرا وقد تم بناء وتوسيع المسجد عبر التاريخ.

## نسبة محافظة كفر الشيخ له
عاش الشيخ طلحة في كفر الشيخ نحو 31 عاماً، وقد كان لهذا الشيخ الكثير من البركات، لذلك أقام له أهل القرية ضريحاً حمل اسمه وعرفت من يومها هذه القرية باسم كفر الشيخ طلحة (حيث تعني كلمة كفر القرية)، وقد اهتم بهذه القرية الملك فؤاد الأول وحول اسمها من كفر الشيخ إلى الفؤاديّة وذلك كان عام 1949 م، ومع قيام ثورة 23 يوليو إعيد تسمية القرية باسمها الأول ولكن مع حذف كلمة طلحة اختصاراً للإطالة ومازالت حتى الآن معروفة باسم كفر الشيخ. 

## وفاته
توفي الشيخ طلحة يوم الخميس الموافق 15 رمضان عام 631هـ/1234م عن عمر 67 سنة. ودفن بنفس المصلي حيث ضريحه الحالي في مدينة كفر الشيخ.